# Crónica del Asesino de Reyes
Crónica del Asesino de Reyes (título original: The Kingkiller Chronicle) es una trilogía de novelas del género fantástico del escritor Patrick Rothfuss.
En ella se narra la vida de Kvothe (pronunciado "cuouz"), aventurero, arcanista y músico famoso. La trama está dividida en dos tiempos diferentes: el presente, en el que Kvothe le cuenta su historia a Devan Lochees (más conocido como Cronista), y el pasado, en el que se desarrolla la mayor parte de la historia.

## Libros de la serie
A día de hoy solo dos de los tres libros han sido publicados, y la fecha de publicación del tercero está sin concretar.
1. Primer día: El nombre del viento (abril de 2007)
2. Segundo día: El temor de un hombre sabio (marzo de 2011)
3. Tercer día: Las puertas de piedra (TBA)
4. Otros:  
  1. La música del silencio (octubre de 2014) Historia corta sobre Auri
  2. El árbol del relámpago (junio de 2014) Historia corta sobre Bast
  3. El estrecho sendero entre deseos (noviembre de 2023) Historia corta sobre Bast[1]

## Estructura
La serie es, en esencia, la biografía de un famoso músico, simpatista y aventurero llamado Kvothe. Después de ganar notoriedad a una edad temprana, desaparece de la vida pública y finalmente es localizado en una posada de un pueblo perdido por Devan Lochees, quien es conocido como Cronista. Después de un poco de persuasión, Cronista convence a Kvothe para que le cuente la historia de su vida, lo que llevará a Kvothe a contarla durante tres días (de ahí la división en tres volúmenes).
La historia de Kvothe se ve interrumpida por interludios en el presente. Mientras tanto, el amigo y aprendiz de Kvothe, Bast, no está dispuesto a dejar que se convierta en un simple posadero e intenta hacer despertar al antiguo Kvothe. La historia prosigue así en dos niveles: Kvothe cuenta la historia de su vida a través de narración en primera persona, mientras que los interludios en el presente se relatan en tercera persona y dejan entrever que hay más cosas de las que cuenta el protagonista. Los tres libros son solo las divisiones en la misma narrativa, ninguno de ellos por sí solo son una historia.

## Lugares
El mundo en el que se desarrolla la historia se denomina «Los cuatro rincones de la civilización» y, oficialmente Temerant. Kvothe viaja por numerosos lugares a lo largo de sus aventuras y no siempre aparecen en el mapa.

### Tarbean
Tarbean es descrito como la capital de la Mancomunidad (uno de los cuatro rincones de la civilización), y se divide en varios barrios diferentes, como son: El Conejal, Arrieros, Lavanderas, Centro, Cererías, Toneleros, El Puerto, La Brea y Sastrerías. También se puede dividir en "La Ribera" y "La Colina". La Ribera es la sección pobre de la ciudad, descrita como una barriada llena de ladrones, mendigos y prostitutas. La Colina es la parte más rica de la ciudad, llena de artesanos, políticos y cortesanos.

### Universidad
Situada tres kilómetros al oeste de la ciudad de Imre, la Universidad es el mayor centro de aprendizaje avanzado en toda la historia. Los estudiantes vienen de muy lejos para estudiar allí.
Numerosas asignaturas se estudian en la Universidad, incluidas las siguientes:
- Historia
- Álgebra y Geometría
- Simpatía: No es magia, en el sentido estricto de la palabra. Se trata de la manipulación de los vínculos inherentes entre las diferentes cosas, pasando energía de unos a otros
- Artificería:  Una clase de ingeniería basada en runas y simpatía. Cuando la simpatía se plasma en los objetos la denominan Sigaldría.
- Nominación: La «verdadera» magia, se basa en conocer y manipular el poder subyacente en los nombres de las cosas, para «llamarlas» en caso de necesidad.
- Biología
- Medicina
- Retórica y Lógica
- Psicología
- Lingüística
- Lenguas Modernas
- Física
- Química
- Alquimia

Durante la estancia de Kvothe en la Universidad hay nueve Maestros —Mtro. Mandrag, Mtro. Elodin, Mtro. Herma, Mtro. Hemme, Mtro. Brandeur, Mtro. Lorren, Mtro. Arwyl, Mtro. Kilvin, Mtro. Elxa Dal—, cada uno especialista en un área diferente. Uno de los maestros también posee el título de Rector. Los graduados en la Universidad en la especialidad de simpatía o alguna de sus variantes (silgaldría, por ejemplo) son conocidos como Arcanistas.

### Ademre
Una tierra árida, rocosa y con mucho viento habitada por el pueblo de Adem. Ademre es famoso por su reputación de producir grandes luchadores capaces y con talento conocidos como mercenarios Adem. Tiene muchas escuelas que enseñan caminos diferentes, o estilos de lucha. Los habitantes de Ademre siguen una filosofía conocida como el Lethani.
La gente apenas se comunica mediante gestos faciales. Consideran que es de bárbaros usar expresiones faciales y utilizan un tipo de lenguaje de señas para comunicar emociones.

### El Reino de los Fata
Es el mundo creado en la guerra de la creación por los nominadores modeladores donde no se cumplen las mismas leyes físicas que en el mundo de los hombres. Es el lugar en el que habitan las criaturas fantásticas y mágicas de las historias que se cuentan en el mundo ordinario. 
En Fata, el sol no se mueve por el cielo, da la sensación de que de existir está enclavado en un punto fijo del firmamento, pudiendo estar siempre en el atardecer como en el caso del claro de Felurian. Puedes desplazarte sobre el terreno avanzando hacia la claridad deslumbrante y cegadora, pasando por todos los niveles de intensidad, y a la inversa, avanzar a la oscuridad, cada vez más y más densa, hasta incluso poder tocarla, cosa que parece que los habitantes de Fata pueden hacer con facilidad.
La Luna se balancea entre el Reino Fata y el mundo de los hombres. Cuando la luna está llena, los dos mundos están muy cerca y es fácil para un ser Fata entrar en el mundo de los hombres mortales por medio de una de los miles de puertas que conectan ambos mundos. Por el contrario, cuando hay luna nueva los hombres mortales pueden entrar en el Reino Fata sin darse cuenta. Esto es por lo que hay un dicho sobre una de las cosas que ha de temer un hombre sabio: una noche sin luna.
Se cree que los itinolitos juegan un papel importante en el rol de traspaso entre ambos mundos, sin estar totalmente clarificado.

## Personajes

### Centrales
Kvothe: Kvothe (pronunciado "cuouz") es el protagonista principal de la Crónica del asesino de reyes. Kvothe es un Edena Ruh (artistas itinerantes que son a menudo despreciados) y de su familia le viene su talento a la hora de tocar instrumentos (sobre todo el laúd). Trágicamente se queda huérfano a una edad muy temprana y se ve forzado a sobrevivir como ladrón y vagabundo. Gracias a su talento y habilidades naturales, sobrevive y consigue llegar a la Universidad, convirtiéndose en el alumno más joven jamás admitido (después del maestro nominador Elodin). Kvothe se caracteriza por su determinación, fuerza de voluntad, memoria e inteligencia. Aun con sus virtudes, suele ser un joven fácilmente irritable y tiende a tomar muchas cosas por hechas o a suponer, equivocadamente, conclusiones que al final resultan falsas. Una curiosidad es que odia que la gente use la palabra «liante» en su presencia, debido a que a los Edena Ruh se los caracteriza con dicha palabra. 
Denna: Una chica joven de la que Kvothe está enamorado. Raramente se queda en el mismo lugar mucho tiempo, por lo que los encuentros con Kvothe son esporádicos. Denna nunca habla de su pasado y cada vez que aparece se cambia de nombre y de acompañante. Kvothe va aprendiendo cosas sobre ella. Como, por ejemplo, que padece de una afección respiratoria y que no es capaz de dormir más de tres horas seguidas por las noches, y eso la hace despertarse y volver a dormirse continuamente. Hermosa, inteligente, elegante y valiente, también tiene talento para la música y el canto. Trabaja para un misterioso mecenas que la maltrata.

### En la posada
Devan Lochees: También conocido como Cronista, es el biógrafo más famoso de todos los tiempos. Es rescatado por Kvothe de unos escrales y llevado a la posada Roca de Guía. Después de darse cuenta de quién es en verdad el posadero, convence a Kvothe de que le cuente la historia de su vida, para lo cual Kvothe establece tres días.
Bast: Bast ayuda a Kvothe a dirigir su posada. En apariencia, Bast es humano pero en realidad es un ser Fata; ha estado viajando y estudiando junto a Kvothe. La principal preocupación de Bast es que Kvothe se convierta de verdad en el posadero que finge ser para mantener su anonimato. Por eso insta a Kvothe a que cuente su historia para que deje de ser un simple posadero y vuelva a ser el hombre que fue.

### En la Universidad e Imre
Simmon: Sim para los amigos. Es uno de los mejores amigos de Kvothe. Simmon es experto en alquimia y poesía. Es bastante ingenuo a pesar de su inteligencia. Sus padres tienen una gran fortuna, pero Sim tiene mala relación con su familia. Ha tenido varias relaciones desde que está en la Universidad. Entre ellas están Mola y Fela. Esta última se ha convertido en su relación más larga y con la cual aún continúa. Valora su amistad con Wil y Kvothe más que nada. Junto con Wilem llegaron a pasar varias noches turnándose para cuidar de que no le hicieran felonía a Kvothe. Kvothe llegó a describir su relación de amistad con Wil y Sim diciendo: «Son la clase de amigos que todo el mundo quiere pero que nadie merece. Y yo menos que nadie».
Wilem: Wil para los amigos. Es uno de los mejores amigos de Kvothe. Wilem es Ceáldico y trabaja como escribano en el Archivo de la Universidad. Al igual que Sim, tiene relaciones esporádicas con varias chicas. Según la descripción de Kvothe, Wil es un chico que tiende a presentar siempre una expresión totalmente calmada, rara vez se sorprende o muestra otra facción cuando sus amigos le hablan de algo que desconocía o que debería asombrarle. A pesar de ello, le gusta divertirse y beber junto a sus amigos. Junto con Sim llegaron a pasar varias noches turnándose para cuidar de que no le hicieran felonía a Kvothe.
Sovoy: Amigo de Kvothe. Joven con ojos azules, atractivo, con una barba muy bien recortada y unos prominentes pómulos modeganos. Muy simpático, a pesar de ser noble no mira a los demás por encima del hombro, según una descripción de Sim: «Sabe que es mejor que tú, pero no te lo reprocha porque sabe que no tienes la culpa».
Ambrose Anso: El primogénito de un poderoso barón en la línea de sucesión al trono. Proviene de Vintas. Ambrose y Kvothe tienen una relación de odio desde su primera aparición.  Ambrose considera que Kvothe es muy joven, pobre y de una familia que no es noble; Kvothe odia a Ambrose por su arrogancia y su carácter prepotente. Su rivalidad alcanza niveles peligrosos y se sabotean el uno al otro continuamente. Kvothe lo describe como «un asno redomado».
Maestro Elodin: Maestro Nominador. Excéntrico pero brillante. Fue el rector antes del Maestro Herma, Elodin fue admitido en la Universidad con 14 años y con 18 se graduó. Hace años ocurrió un incidente del cual no quiere hablar y fue encerrado en el sanatorio de la Universidad hasta que se fugó. Elodin enseña a Kvothe a encontrar el nombre del viento y se hace también amigo llegando a pasar varios momentos vergonzosos juntos. Elodin sabe muchas cosas de las que no suele hablar. Cosas sobre Felurian o los Adem. 
Maestro Kilvin: Maestro Artificiero y uno de los mentores de Kvothe. Kilvin es un hombre Ceáldico, grande y fuerte, con una barba larga, en numerosas ocasiones se lo compara con un enorme oso. La principal preocupación de Kilvin es fabricar una lámpara de llama perpetua. 
Maestro Hemme: Maestro Retórico. Odia a Kvothe porque le avergonzó durante el primer bimestre en una de sus clases. Desde entonces, intenta hacer lo más dura posible la vida de Kvothe en la Universidad.
Maestro Herma: Rector de la Universidad y Maestro Lingüista. Ayuda a Kvothe a aprender a interpretar el lenguaje yldico (que se basa en la lectura de nudos). A pesar de ser el rector, es una persona muy justa, correcta y amable. No cae en los arrebatos de Hemme contra Kvothe, y siempre apoya a este último cuando considera que sus argumentos son, de sobra, válidos.
Maestro Arwyl:  Maestro de Medicina. Enseña a Kvothe en la clínica. Es una de esas personas que no cree en la suerte. Detesta que le mientan, esto lo pone furioso.
 Maestro Brandeur:  Maestro Matemático. En pocas palabras «el lame-culos de Hemme». No es muy participativo en los juicios por incumplimiento de normas o durante los exámenes en los que Kvothe ha estado presente, y siempre que es necesario muestra su apoyo al maestro Hemme.
Maestro Mandrag: Alquímico.
Maestro Elxa Dal: Maestro Simpatísta. Amable y cercano. Suele celebrar «concursos» o «exámenes prácticos» de entrenamiento de simpatía con sus alumnos. Dal convenció a Kvothe de que dejara un tiempo la Universidad para evitar atascarse.
Maestro Lorren: Maestro Archivero e historiador. Castiga a Kvothe un año y un día sin que pueda entrar al archivo, pero gracias a Elodin le levanta el castigo. Es según parece un hombre inexpresivo, pero sabio de palabras (se muestra en la discusión de Kvothe, cuando este busca y pregunta por los Amyr). No se sabe nada de él, incluso entre maestros. Probablemente sea el más viejo. Sabe mucho más de lo que parece. Existe una teoría de que sea Amyr, aunque no confirmada. A pesar de ser parco en palabras y bastante frío e inexpresivo, su expresión se vuelve severa y tenebrosa cuando alguien amenaza la seguridad de un libro del archivo. 
Auri: Una chica joven y antigua alumna de la Universidad hasta que se volvió loca y ahora vive escondida en los pasajes subterráneos de la Universidad. Auri se asusta de los extraños, los ruidos fuertes y de las preguntas directas (sobre todo las que son sobre ella), pero se hizo amiga de Kvothe y le encanta escucharle tocar el laúd. Auri no sólo se hace muy amiga de Kvothe, sino que lo ayuda varias veces y él es en el único que confía. Kvothe la aprecia como una amiga muy importante, y se preocupa mucho por ella. Le compra ropa nueva y le lleva comida y algún que otro objeto que le pueda resultar interesante. Ella trata a Kvothe como un hermano pequeño y le consuela e incluso deja que la abrace en varias ocasiones. Todo lo que Kvothe ha aprendido sobre ella, ha sido por ensayo y error. Entre las ya citadas, cabe mencionar que Auri odia que se hable durante la comida. También se sabe que durante esas cenas Auri muestra una porte de lo más elegante y un entorno totalmente pulcro, por lo que podría deducirse que alguna vez perteneció a una familia noble. Tiene buenas ideas y gracias a eso ayudó a Kvothe a evitar que siguieran usando su sangre. 
Devi: Es una prestamista de Imre que hace negocios con Kvothe para que pueda pagar la matrícula de la Universidad. Es una antigua alumna experta en Simpatía. Al principio, la relación con Kvothe es sólo de negocios pero poco a poco se convierte en amistad. Físicamente es de baja estatura, pelirroja y con cara de duendecillo (descrita así por Kvothe varias veces). Tiene una obsesión (casi histérica) por entrar en el archivo, e incluso llega a ofrecerse «sexualmente» a Kvothe para que le diga cómo entrar en él por otro pasaje. En una ocasión se hicieron enemigos, pero gracias a Mola y el resentimiento que le tenía a Ambrose se perdonaron mutuamente. Se rumorea que venció a Elxa Dal, pues su alar es como una tormenta en el mar. Es capaz de partirlo en ocho partes, mientras que Kvothe apenas llega a hacerlo en seis o siete.
Manet: Estudiante que lleva en la Universidad más de treinta años. Mucha gente lo llama «el eterno E'lir». Aun así, todo el mundo sabe que Manet no se irá nunca de la Universidad si puede evitarlo. Enseña artificiería a Kvothe.
Fela: Estudiante y amiga de Kvothe. Es descrita como la mujer más hermosa de la Universidad. Fela se enamoró de Kvothe cuando él le salvó la vida en la Factoría (le regaló una capa nueva en agradecimiento), pero cuando dieron a Kvothe por muerto Sim y ella se consolaron por su muerte y terminaron juntos. 
Mola: Estudiante que trabaja en la Clínica, siendo una de las mejores. Ayuda en numerosas ocasiones a Kvothe. Curiosamente, cada vez que Kvothe termina en la Clínica, es Mola quien lo atiende. Salió con Simmon en una ocasión. Fela llega a insinuar que Mola coquetea con Sim a veces, aunque este la ignora.
Conde Threpe: Mecenas musical que vive en Imre. Quiere ayudar a Kvothe e intenta conseguirle un mecenas, pero no lo consigue. Es el que envía a Kvothe a disposición del maer de Vintas.
Anker: Dueño de la posada en la cual duerme Kvothe, es un viejo de buena voluntad.

### En Tarbean
Skarpi: Un viejo excéntrico que cuenta una historia todos los días en una taberna de Tarbean. Es amigo de Cronista y una de las pocas personas que conoce la verdadera historia sobre los Chandrian y Lanre.
Trapis: Un anciano amable que vive en el sótano de un edificio destruido y que ayuda a los niños que viven en la calle. Es la primera persona que ayuda a Kvothe en Tarbean. Kvothe piensa que fue un sacerdote tehlino.

### En Vintas
Maer Lerand Alveron: Gobernante de la mayor porción de Vintas y descendiente del Rey de Vintas. Kvothe le sirve durante un tiempo como consejero. Le hace numerosos favores, tres de ellos más importantes que los demás, pero su esposa (Meluan Lackless) odia a los Edena Ruh, por lo que no le da la merecida recompensa. El Cthaeh le dijo a Kvothe que el Maer estaba muy cerca de los Amyr y que si se quedaba con él los encontraría. También es un hombre severo cuando no se respetan sus normas. Prepotente, quizás, por pertenecer toda su vida a la nobleza. Eso provoca que en más de una ocasión se enfadara con Kvothe y haya estado a punto de expulsarlo, o algo peor.
Meluan Lackless: Heredera de la familia Lackless, la tercera en sucesión al trono de Vintas. Es cortejada por el Maer gracias a la ayuda de Kvothe, y termina casándose con Alveron. Aunque al principio se llevaba bien con Kvothe, cuando descubrió que era un Ruh lo despreció profundamente. Su hermana mayor, Netalia, se fugó con los Edena Ruh, por lo cual fue desheredada y Meluan pasó a ser la única heredera. Existen varias cancioncillas infantiles sobre la familia Lackless. Kvothe recuerda una cuando Meluan le enseña una misteriosa caja sin bisagras ni cerraduras que guardan desde hace generaciones. 
En una caja sin tapa ni candado/encierra Lackless las piedras de su amado. 
La otra la escucha durante su viaje al Eld de una troupe itinerante: 
Siete cosas hay delante/de la entrada de los Lackless/Una es un anillo que no se ha usado/otra, una palabra que se ha invalidado/otra, un momento que no sea tarde/otra, una vela que no arde/otra, un hijo que con la sangre viene/otra, una puerta que la riada contiene/otra, algo custodiado celosamente/Y entonces llega lo que le sobreviene al durmiente. En esta última también se menciona el «secreto custodiado celosamente».
Stapes: Ayudante del Maer y amigo suyo desde la infancia. Le da un anillo de hueso (lo que significa una deuda profunda y duradera) por salvar la vida al Maer.
Caudicus: Arcanista y alquimista al servicio del Maer que intenta asesinarlo, pero Kvothe lo descubre a tiempo, así que huye. Más tarde lo atrapan, pero se desconoce con exactitud su destino.
Bredon: Noble de Vintas que vive en la corte del Maer y se convierte en amigo de Kvothe, enseñándole cómo funciona la corte y las costumbres de la zona. Una de las razones por la que se cree que sea el mecenas de Denna es porque el Cthaeh le reveló a Kvothe, mientras estuvo en Fata, que el mecenas de Denna le había pegado «con un bastón», lo que no sería muy importante si no fuera porque Bredon lleva un bastón consigo siempre. Además de lo dicho, cabe destacar que Bredon nunca ha revelado su identidad, ni su categoría social, no se conocen sus intereses, no ha enviado ningún anillo a Kvothe (por lo que es imposible deducir nada). Únicamente se sabe de él que aparece varias veces para jugar al tak con Kvothe, que se va largos períodos de tiempo, y que parece un anciano agradable, de pelo y barba blancos y ojos castaños. El mecenas de Denna ha evitado revelar su identidad también, por lo que Kvothe se refiere a él como «Maese Fresno».

### En el Reino Fata
Felurian: Es un ser Fata, es la mujer más hermosa tanto en el mundo de los hombres como en el de los Fata. Se la podría describir como caprichosa e infantil, sin olvidar que se trata más bien de un ser salvaje que de una persona humana, pero a veces se muestra sensata (no le gusta hablar de los Chandrian) y fácilmente irritable (ante tanta pregunta de Kvothe y cuando este hace algo que la molesta). Cruza al mundo de los mortales para seducir a los hombres y atraerles a su mundo. Entonces, utiliza todo su poder de seducción hasta enloquecer a los hombres o incluso matarles. Tiene un largo encuentro con Kvothe (probablemente haya sido un año en el mundo Fata) y estos se hacen amigos. Kvothe practica con ella relaciones sexuales muy constantemente, y aprende nuevas técnicas y posturas. Le regala un shaed a Kvothe (una capa de sombras que permite a Kvothe ser menos visible en la oscuridad). El shaed tiene la particularidad de que, cuando alguien lo observa, no ve «nada extraño» en él (excepto Elodin) y que es capaz de moldearse a gusto de su propietario. Ella lo deja marchar con la promesa de que él volverá cuando termine la canción para ella. 
Cthaeh: Una entidad maliciosa que vive en un árbol en el Reino Fata. Todo aquel que habla con él es asesinado por los fata, dado que el Cthaeh puede ver todos los posibles futuros y usa su poder para manipular a los seres. El Cthaeh habla con Kvothe, y según Bast todo el que habla con él termina provocando algo malo y su propia muerte, porque te dice las cosas que él sabe que te afectarán de alguna manera y harás lo que él quiera.

### En Ademre
Tempi: Un mercenario Adem que conoce a Kvothe en Vintas. Tempi enseña a Kvothe el Ketan y el Lethani. También se hacen buenos amigos.
Shehyn: Una anciana que es maestra de la escuela de Haert, donde Kvothe vive. Aprueba a Kvothe como alumno de su escuela. Tiene un gorro de lana amarillo hecho por su nieta.
Vashet: Llamada «El Martillo», es la maestra de Kvothe y encargada de evaluar si tiene las habilidades para convertirse en Adem. Después de un tiempo, Kvothe empieza a tener relaciones sexuales con ella en mitad de sus entrenamientos. Aunque estos «encuentros» no parecían molestar a Vashet, Kvothe lo tomaba como una preocupación.
Penthe: Una chica joven considerada como de las mejores luchadoras de la escuela. Es la primera en hacerse amiga de Kvothe. También tiene varios encuentros sexuales con él. Una curiosidad sobre Penthe (aunque no es solo de ella sino de todos los Adem) es que tienen la creencia de que las mujeres se embarazan solas, sin ayuda de los hombres. No creen en que los hombres tengan que ver con ello. De hecho, en la cultura Adem, las mujeres están mejor valoradas que los hombres.
Carceret: Una mercenaria Adem que está en contra de enseñar a Kvothe los secretos de los Adem. Le odia porque le considera un ladrón de la sabiduría adémica, y más tarde, porque Kvothe recibió a Cesura (Saicere. La espada que Vashet elige para Kvothe), la cual fue antes de la madre de Carceret.
Celean: Una niña que se convierte en compañera de lucha de Kvothe. 
Magwyn: Abuela de Vashet, Magwyn le da a Kvothe el nombre Adem de Maedre, que significa la llama, el trueno o el árbol partido.

## Mitos e historias

### Origen del Lethani
Los Adem tratan de vivir bajo la luz del Lethani, una comprensión de lo que se debe hacer y cómo se debe actuar. El Lethani fue desarrollado a partir de los 99 cuentos que Rethe contó a Aethe.
Aethe disparó a su estudiante Rethe en un duelo a muerte por el control de la escuela. Rethe se dejó matar para enseñar a su maestro el verdadero camino del Lethani. Al ver el comportamiento de su alumna, Aethe se arrepintió de lo que había hecho y le cedió la dirección de la escuela. Rethe vivió tres días más durante los cuales dictó 99 historias que se convirtieron en la base del entendimiento del Lethani y las raíces de Ademre. Sin embargo, no vivió lo bastante para contar la número 100, la que según ella era la más importante de todas.

### Los Chandrian
Los Chandrian también son conocidos como «los siete» y por los Adem como los «Rhinta». Generalmente se les considera como un cuento para asustar a los niños, pero la mayoría de la gente piensa que da mala suerte hablar de ellos. Kvothe tuvo un encuentro con ellos después de que mataran a su troupe y con ellos a sus padres, lo dejaron vivo porque algo los asustó y huyeron. Tiene otro encuentro con Ceniza o Ferule, su verdadero nombre, cuando hace una misión al Maer, pero él no sabe quién es hasta que habla con el Cthaeh y se lo dice.
Tienen la habilidad de saber cada vez que se pronuncian sus nombres, siendo así capaces de llegar hasta todos aquellos que los investigan y de alguna manera dan con sus auténticos nombres. Según se deduce de la historia que le cuentan a Kvothe en Ademre no pasa nada si solo se pronuncia una vez ya que no son capaces de ubicar la procedencia, pero si se repite constantemente, encuentran el origen y matan a las personas que han llegado hasta los nombres y todos los testigos, sean la cantidad que sean. De esta forma borran todas las pistas e informaciones que pueda haber sobre ellos, manteniéndose en el imaginario colectivo como una historia infantil a pesar de ser reales.
En una historia sobre los Chandrian que cuenta Skarpi a Kvothe descubrimos que el líder es Lord Haliax, que anteriormente también fue conocido como Lanre. Después de convertirse en un gran héroe, Lanre muere en la batalla, pero su mujer, gracias a su gran amor consigue traerle al mundo de los vivos de nuevo. Más tarde, tras la muerte de su esposa, no puede devolverla a la vida ni tampoco morir con ella. Lleno de desesperación, conspira para destruir las pocas ciudades libres que quedan en el mundo y traiciona a Selitos, el gobernante de la mayor ciudad del mundo, Myr Tariniel, Selitos entonces le maldice para que las sombras le envuelvan para siempre y su propio nombre sea su maldición. Se cree que a raíz de esta maldición se le puede ahuyentar pronunciando su nombre.
En otra historia de Skarpi, nos cuenta que Selitos reúne a los supervivientes de Myr Tariniel y crean la orden de los Amyr, jurando perseguir y destruir a los Chandrian.
Existe otra historia contada por el pueblo Adem. Una vez existió un imperio con siete ciudades y una ciudad. Las siete cayeron y sus nombres se olvidaron. La otra ciudad también fue destruida pero su nombre se recuerda todavía, Myr Tariniel. El imperio tenía un gran enemigo que convenció a siete personas para traicionar cada una de las siete ciudades del imperio. Seis de ellos traicionaron a la ciudad, pero uno de ellos no, y la ciudad resistió. Los nombres de esos siete traidores son estos:

«Cyphus lleva la llama azul.
Stercus es esclavo del hierro.
Ferule, frío y de ojo oscuro.
Usnea sólo vive en la podredumbre.
Dalcenti, gris, no habla nunca.
La pálida Alenta trae la peste.
El último es el señor de los siete:
Odiado. Perdido. Insomne. Cuerdo
Alaxel lleva el yugo de la sombra.».
Patrick Rothfuss, El Temor de un Hombre Sabio

Estos son los nombres verdaderos de los Siete, y no pueden repetirse hasta no haber dormido 1000 noches y haber recorrido 1000 kilómetros según la tradición Adem por los motivos arriba referidos.
En la «Canción de los Siete Dolores», compuesta por Denna con la ayuda de su misterioso mecenas, Lanre es retratado como un héroe caído.
Entre los Fata, Lanre traiciona al imperio después de hablar con el malvado Cthaeh.

### Las Guerras de la Creación y el Robo de la Luna
Las Guerras de la Creación terminaron con el mundo dividido en dos y la luna atrapada entre ambos mundos. Según Felurian, el robo de la Luna puso fin a la última oportunidad para la paz. Le cuenta a Kvothe que antes de los hombres y de los Fata, cuando sólo existía un cielo, había hombres que caminaban por la tierra con los ojos abiertos y conocían los nombres de las cosas viviendo en paz. Entonces llegaron aquellos que veían una cosa y pensaban en cambiarla. Eran los modeladores y tenían grandes sueños. Creció el poder de los modeladores y los antiguos habitantes intentaron pararles, pero los creadores se negaron y crearon el Reino Fata, un lugar donde podían hacer lo que ellos quisieran. Durante un tiempo hubo dos mundos y dos cielos, pero entonces el mayor y más poderoso de los modeladores deseó robar la luna y llevarla al mundo Fata. Pero no pudo hacer que se quedara en su mundo, por lo que ahora la Luna se mueve entre los dos mundos provocando la guerra entre los creadores y los antiguos habitantes.

## Adaptaciones
En 2015, la productora Lions Gate Entertainment se hizo con los derechos definitivos de Crónica del Asesino de Reyes, y adaptará la saga al cine, la televisión y los videojuegos permitiendo que Rothfuss conserve el control creativo de cada proyecto.

### Televisión
Antes de la compra de Lions Gate, 20th Century Fox y New Regency Productions habían comprado a Rothfuss los derechos de Crónica del asesino de reyes para su adaptación como serie de televisión. Eric Heisserer, guionista de Pesadilla en Elm Street (2010) y The Thing (2011), sería el encargado de dirigir la serie, siendo también su principal productor ejecutivo. Su elección como principal responsable de la serie, junto a los productores Arnon Milchan y Robert Lawrence, levantó dudas entre ciertos lectores.
Siguiendo el orden de la trilogía, la serie comenzaría con los hechos de El nombre del viento. El 21 de julio de 2014 se confirmó que el guion del episodio piloto había sido finalizado a través de la cuenta de Twitter de Eric Heisserer. El guion estuvo en venta a las cadenas de televisión  hasta que los derechos de 20th Century Fox caducaron ante la imposibilidad de llevar a cabo el proyecto.
Lionsgate confirmó que Chris Selak será ahora la encargada de la serie de televisión.

### Cine
Antes de que Lionsgate comprase los derechos de Crónica del Asesino de Reyes, varias productoras se interesaron por la adaptación cinematográfica de El nombre del viento, incluyendo Warner Bros. y Metro-Goldwyn-Mayer. Rothfuss expresó en un primer momento no estar interesado en una película por la falta de tiempo que había para desarrollar el contenido de sus libros, aunque acabó accediendo por el acuerdo multiplataforma ofrecido por Lionsgate.
El encargado de la película es el productor Erik Feig.

### Videojuego
Peter Levin, quien encabeza la división de Lionsgate encargada de los videojuegos, será quien se encargue de su producción.